# سرو کوتوله
سرو کوتوله (نام علمی: Actinostrobus acuminatus) نام یک گونه از سرده سروهای شنزار است.